# Bernard Leandri
Pour les articles homonymes, voir Leandri.
Le commandant Bernard Leandri, né le 27 avril 1868 à Penta di Casinca (Corse, actuelle Haute-Corse) et mort le 28 octobre 1942 à Paris, est un héros de la Première Guerre mondiale.

## Biographie
Engagé volontaire en 1887 pour trois ans au 61e RI, il y est promu caporal en 1888 puis sergent en 1889. Rengagé pour cinq ans supplémentaires en 1890, il sert au 163e RI en 1891 puis au 1er zouaves en 1892 alors en Algérie.  
Il réussit en 1895 le concours d'entrée à l'école militaire d'infanterie de Saint-Maixent pour devenir officier. Il en sort classé avant-dernier, 361e sur 362. Il est affecté à sa sortie d'école en 1896 comme sous-lieutenant au 160e RI, puis en 1900 au 11e RI comme lieutenant. En 1907, il est placé hors-cadre et intègre la justice militaire, et sert en Tunisie puis à Albertville (Savoie). En 1911, il réintègre l'armée comme capitaine au 142e RI.  
En 1912, toujours capitaine, il est muté au 53e RI, régiment avec lequel il combat dans les tranchées de 1914 à 1916, à la tête de la 4e compagnie. Au cours de cette période, il est grièvement blessé  à deux reprises. Il est ensuite affecté à l'état-major de la 32e brigade d'infanterie en avril 1916. Il continue de servir ensuite à l'état-major de l'armée de Lorraine en novembre 1916. En avril 1917, il est encore blessé à trois reprises lors de bombardements. En octobre 1917, il est nommé commandant du dépôt des éclopés no 3, et de nouveau blessé en service commandé en mars 1918. Il est promu chef de bataillon en avril 1918. Il est ensuite nommé, en juillet 1918, commandant du dépôt des éclopés de Laubressel (Aube), poste qu'il occupe jusqu'à la fin de la guerre. Il est ensuite nommé commandant de la prison militaire de Paris jusqu'en 1920, puis est affecté en janvier 1920 au 103e RI avant d'être placé hors-cadre en mars 1920. 
Cet officier surnommé « Trompe-la-mort » a été l'un des militaires français le plus décoré de la guerre de 1914-1918 pendant laquelle il a été blessé sept fois et décoré de la Croix de guerre 1914-1918 neuf fois. 
Il reçoit en mars 1924 la plaque de grand officier de la Légion d'honneur, événement très rare pour un simple chef de bataillon,.
Bernard Leandri fut ensuite avocat à la cour d'appel de Paris après avoir été commandant de la Prison militaire de Paris.
Ce grand mutilé de guerre fut une personnalité incontournable du monde des anciens combattants, notamment comme orateur.

## Célébration
Une rue de Paris porte son nom (rue du Commandant-Léandri) dans le 15e arrondissement.

## Distinctions
- Officier du Nichan Iftikhar (1910)
- Croix de guerre 1914-1918 avec 6 palmes et 3 étoiles
- Médaille commémorative de la guerre 1914-1918
- Médaille interalliée de la Victoire
- Grand officier de la Légion d'honneur (1924)